# 22639 Nickanthony
22639 Nickanthony è un asteroide della fascia principale. Scoperto nel 1998, presenta un'orbita caratterizzata da un semiasse maggiore pari a 2,2188095 UA e da un'eccentricità di 0,1482633, inclinata di 5,00703° rispetto all'eclittica.